# Падаль (Marvel Comics)
Падаль (англ. Carrion) — псевдоним нескольких суперзлодеев американских комиксов издательства Marvel Comics. Все они так или иначе являются врагами супергероя Человека-паука.
Первый Падаль был создан сценаристом Биллом Мантло и художником Джимом Муни и впервые появился в комиксе Spectacular Spider-Man #25 (декабрь 1978). Он был неудавшимся клоном Майлза Уоррена, который хотел убить Человека-паука, чтобы отомстить ему за смерть Гвен Стейси. После смерти Падали учёный Щ.И.Т.а доктор Уильям Аллен (англ. William Allen) проигнорировал протокол безопасности и заразился вирусом Падали и стал его копией. То же самое произошло со студентом Университета Эмпайр-Стейт Малькольмом Макбрайдом (англ. Malcolm McBride). В дальнейшем Макбрайд состоял в союзе с такими злодеями, как Карнаж, Визг и Доппельгангер. Его первое появление состоялось в комиксе Spectacular Spider-Man #149 (апрель 1989).

## Вне комиксов

### Видеоигры
Версия Малькольма Макбрайда является одним из боссов игры Spider-Man and Venom: Maximum Carnage (1994). Карнаж нанимает его, Визг и Доппельгангера, чтобы посеять хаос в Нью-Йорке. Во время сражений парит над протагонистом и пытается схватить его за голову. Игроку предстоит несколько раз победить его по мере прохождения игры.